# Dante Moro
Dante Murer "Moro" (Falcade, 1933 – Agordo, 14 marzo 2009) è stato uno scultore italiano.

## Biografia
Ha accompagnato un'importante produzione di sculture in legno ed in bronzo con un'apprezzata attività pittorica e grafica. 
Fra le sue mostre personali, si ricordano quelle alla Fondazione Bevilacqua La Masa di Venezia, alla Galleria San Fedele di Milano, all'Alibert di Roma e l'antologica ad Agordo (1992).
Vincitore di concorsi nazionali per opere pubbliche e premiato a mostre internazionali (Biennale del Bronzetto, Padova 19).
È scomparso nel 2009 all'età di 76 anni.

## Opere
I soggetti delle sue sculture possono essere raggruppati in tre filoni principali: la vita e il lavoro dell'uomo; le figure femminili dall'infanzia alla maternità; i temi religiosi.
Soggetti ricorrenti sono il Pastore, la Maternità, la Ragazza che salta la corda, la Vendemmia, il Vento. 
Tra le opere di commissione pubblica si citano: il portale della parrocchiale di Cencenighe Agordino (1961), il portale e la lunetta della Chiesa di Santo Stefano (1968), i Crocifissi in chiese di Caviola di Falcade (1965), di Reane d'Auronzo (1965), di Sedico (1973), e di Albignasego (1981); altre opere ed altari come quello di Papa Luciani a Canale d'Agordo, inaugurato da Giovanni Paolo II nel 1979, a Padova (chiese del Policlinico, del Centro Nazareth e dell'Opera della Provvidenza) e ad Abano Terme; oltre al precoce Presepio nel convento di Santa Giustina.